# Órbita elíptica alta

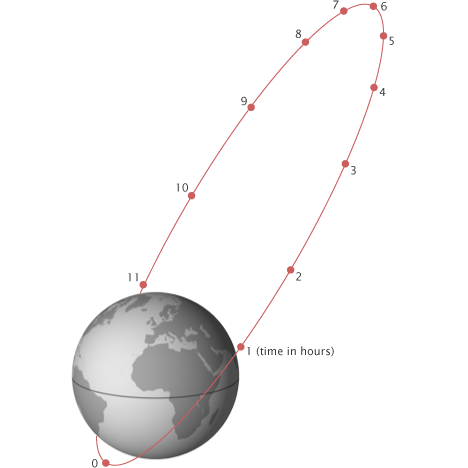
Representação esquemática de uma órbita elíptica alta

Uma órbita elíptica alta (HEO), em inglês Highly Elliptical Orbit, é uma órbita elíptica em que a menor altitude do satélite é de cerca de 1 000 km, enquanto que sua maior altitude ultrapassa os 35 786 km. A visibilidade desses satélites pode ser superior a 12 horas quando estão próximos do apogeu.